# 2374 Vladvysotskij
2374 Vladvysotskij è un asteroide della fascia principale. Scoperto nel 1974, presenta un'orbita caratterizzata da un semiasse maggiore pari a 3,0831834 au e da un'eccentricità di 0,2147970, inclinata di 15,07343° rispetto all'eclittica.
L'asteroide è dedicato all'attore sovietico Vladimir Semënovič Vysockij.